# F-Zero Climax
F-Zero Climax är titeln på ett spel som ingår i spelserien F-Zero. Denna version av spelet finns släppt till Game Boy Advance år 2004.